# Tcl
Tcl（发音tickle）是一种脚本语言。由John Ousterhout创建。TCL经常被用于快速原型开发 RAD、脚本编程、GUI编程和测试等方面。

## 特性
Tcl 的特性包括：
- 任何东西都是一条命令，包括语法结构（for、if等），以波兰表示法书写。
- 命令通常可变。
- 任何事物都可以重新定义和重载。
- 所有的数据类型都可以看作字符串，包括源代码。
- 拥有完全动态、基于类的对象系统 TclOO，支持包括元类、过滤器和mixin在内的高级功能。
- 提供事件驱动给套接字和文件。基于时间或者用户定义的事件也可以。
- 默认的变量作用域是词法作用域，但 uplevel 和 upvar 允许过程与封闭的函数作用域交互。
- 所有的内置命令会在误用时产生错误消息。
- 很容易用 C、C++ 或者 Java 扩展。
- 解释语言，支持字节码。
- 完全的 Unicode （3.1）支持，1999 年首次发布。
- 跨平台。支持 Win32、UNIX、Linux、Mac 等。
- 和GUI开发套件 Tk 紧密集成。
- 代码紧凑，易于维护。
- 存在多种发行版：
  - Batteries-Included 版本，如 ActiveState ActiveTcl
  - tclkit，一种单文件运行时环境，仅有 1 兆大小
  - starpack，脚本/程序的单文件的可执行文件，派生自 tclkit 技术
  - freewrapTCLSH[3] 将 Tcl 脚本打包为单个可执行二进制文件。
  - BSD licenses，自由可再发行的源代码。

旧版 Tcl 没有内置面向对象功能，因此许多 OO 库以扩展形式涌现出来，如 incr Tcl 和 XOTcl，甚至存在纯脚本编写的 OO 包，如 Snit 和 STOOOP（simple Tcl-only object-oriented programming），8.6 版本在内核中提供了 OO 功能。
Safe-Tcl 是功能受限的 Tcl 子集。文件系统访问受限，任意系统命令禁止执行。它使用双解释器模型，在“不可信解释器”中运行不可信脚本中的代码。由 Nathaniel Borenstein 和 Marshall Rose 设计，借以在电子邮件中包含活动信息，当支持 application/safe-tcl 与 multipart-enabled-mail 时，Safe-Tcl 即可包含于电子邮件中。Safe-Tcl 功能已整合在标准 Tcl/Tk 发布中。

## 扩展包
Tcl 支持扩展包，这些扩展包提供了附加功能（像是GUI，终端程序自动化，数据库访问等）。常用的扩展包有：
TkTk 工具包是最流行的 Tcl 扩展，在多种操作系统上提供图形用户界面。每个 GUI 由一个或多个框架(framework)组成，每个框架内含布局管理器。
ExpectExpect是另外一种非常流行的 Tcl 扩展。早期，Expect 对 Tcl 在多种领域的流行居功甚伟，如在测试领域中，时至今日 Expect 依然被大量使用于 telnet、ssh 与串口会话的重复任务自动化，即对仅有终端交互接口的程序进行编程。Tcl 是运行 Expect 的唯一方式，因此 Tcl 在此类工业领域中十分流行。
Tile/TtkTile/Ttk 是风格和主题化控件集，可替代 Tk 中大多数控件，真正调用操作系统的 API 实现原生界面。这种方式提供的主题包括 Windows XP、Windows Classic、Qt 和 Aqua（Mac OS X）。主题也可使用图片 pixmap 加上一定定义构造，避免调用系统 API。以这种方式创建的主题有 Classic Tk、Step、Alt/Revitalized、Plastik 和 Keramik。Tcl 8.4 中，此包称作 Tile，在 8.5 中以 Ttk 的名字进入 Tk 核心发布。
TixTix（Tk Interface eXtension）是一套开源的、用于扩充 Tcl/Tk 和 Python 应用程序功能的用户界面组件。由 Tix Project Group 维护，以 BSD 风格许可发布。
Itcl/IncrTclItcl 是 Tcl 诸多对象系统中的一种，通常称为 [incr Tcl]（递增 Tcl 之意，类似 C++ 之名）。
TcllibTcllib 是一套纯脚本 Tcl 包，无需编译。
TclUDPTclUDP 提供简捷的方式支持 UDP 套接字。
数据库Tcl 数据库互联（Tcl Database Connectivity，TDBC）是 Tcl 8.6 的一部分，为 Tcl 脚本提供常用数据库的访问接口，目前驱动器支持 MySQL、ODBC、PostgreSQL 和 SQLite 数据库。更多数据库已经有了计划。同样，也可使用许许多多数据库专用的扩展包访问数据库。

## 範例
下面是TCL程序的例子：
```
#!/bin/sh

# next line restarts using tclsh in path \

exec tclsh $0 ${1+"$@"}

# echo server that can handle multiple

# simultaneous connections.

proc
 
newConnection
 
{
 
sock
 
addr
 
port
 
}
 
{

     
# client connections will be handled in

     
# line-buffered, non-blocking mode

     
fconfigure
 
$sock
 
-
blocking
 
no
 
-
buffering
 
line

     
# call handleData when socket is readable

     
fileevent
 
$sock
 
readable
 
[
 
list
 
handleData
 
$sock
 
]

}

proc
 
handleData
 
{
 
sock
 
}
 
{

     
puts
 
$sock
 
[
 
gets
 
$sock
 
]

     
if
 
{
 
[
 
eof
 
$sock
 
]
 
}
 
{

        
close
 
$sock

     
}

}

# handle all connections to port given

# as argument when server was invoked

# by calling newConnection

set
 
port
 
[
 
lindex
 
$argv
 
0
 
]

socket
 
-
server
 
newConnection
 
$port

# enter the event loop by waiting

# on a dummy variable that is otherwise

# unused.

vwait
 
forever

```

另外一个 Tk 的例子（来自A simple A/D clock）它使用了定时器时间，3行就显示了一个时钟。
```
 
proc
 
every
 
{
ms
 
body
}
 
{eval
 
$body
;
 
after
 
$ms
 
[
info
 
level
 
0
]}

 
pack
 
[
label
 
.clock
 
-
textvar
 
time
]

 
every
 
1000
 
{set
 
::
time
 
[
clock
 
format
 
[
clock
 
sec
]
 
-
format
 
%
H:
%
M:
%
S
]}
 
;
# RS

```

解释：第一行定义了过程every， 每隔ms毫秒，就重新执行body代码。第二行创建了标签其内容由time变量决定。第3行中设置定时器，time变量从当前时间中每秒更新一次。